# Johann Jakob Heckel

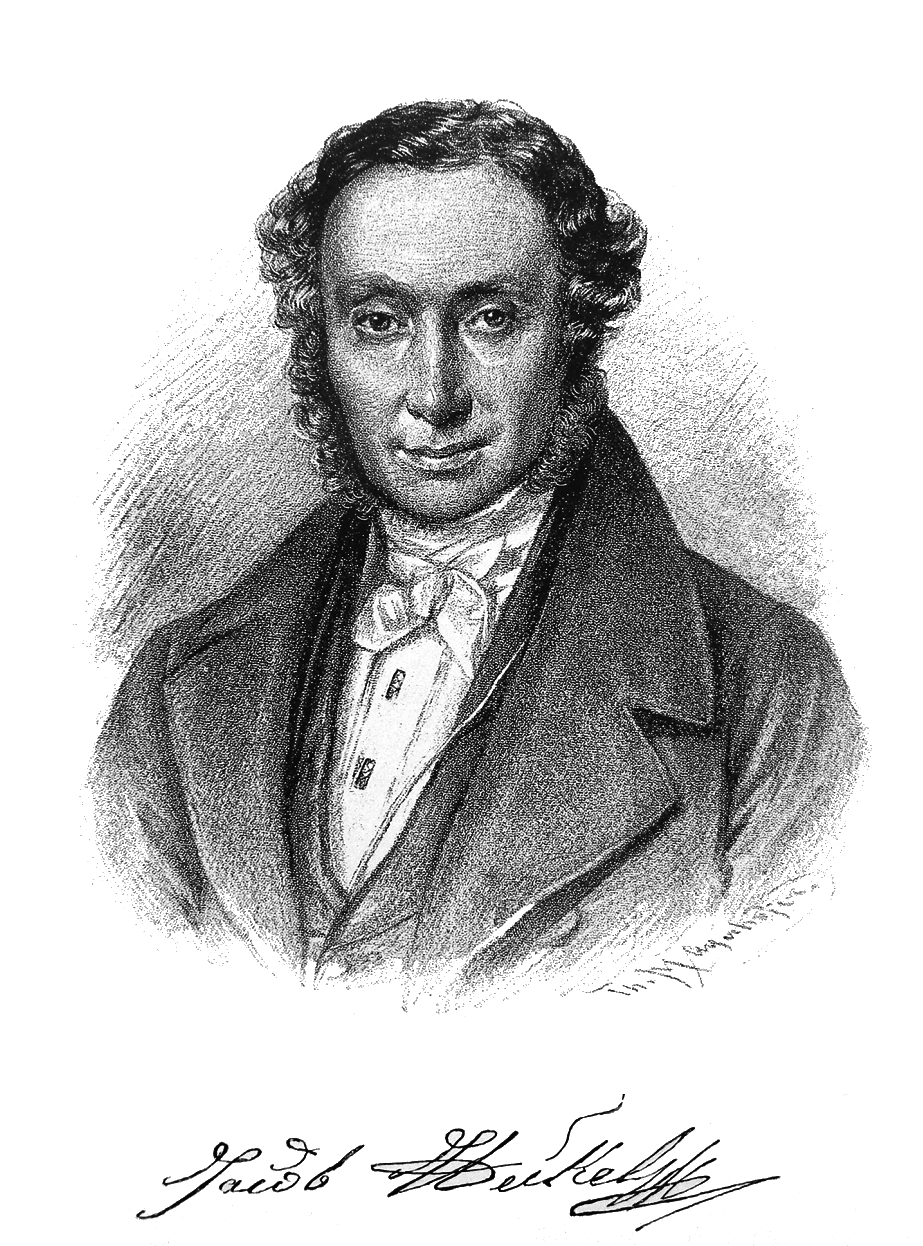
Johann Jakob Heckel

Johann Jakob Heckel (23 de janeiro de 1790 – 1 de março de 1857) foi um zoologista austríaco de Mannheim.

## Trabalhos
- "The freshwater fishes of the Austrian Danubian monarchy"